# Musée d'histoire de Lviv
Le musée d'histoire de Lviv est un musée situé à Lviv. Fondé en 1893, c'est un de plus vieux musées d'Ukraine.
Les principaux locaux (des monuments architecturaux des xvie et xviiie siècles) sont tous situés sur la place du Marché dans les bâtiments des numéros 2, 4, 6 et 24 : 
- Palais Korniakt, un précieux bâtiment historique datant de 1580. Dans ses salles, le traité de paix éternelle a été signé entre les représentants du Royaume de Russie et de la Confédération polono-lituanienne, qui a conduit à la division de l'Ukraine en deux parties. Le palais est ensuite devenu la propriété du prince héritier Stanislaw Zhevuski, puis de Jean III Sobieski, et en 1908, le musée, qui avait déjà été créé, a été baptisé du nom de Sobieski.
- Maison noire (it), siège du musée depuis 1940.
- Ancien Arsenal de la ville (en), bâtiment du musée depuis 1981.
- Palais Bandinelli, bâtiment du musée depuis 2005.

Le musée historique de Lviv comprend également des départements tels que : « Le Lviv littéraire de la première moitié du xxe siècle » (rue Heroiv Maidanu (uk), 18, étage du jeudi), Musée du souvenir de Roman Shukhevych (uk) (rue Bilohorshcha (uk), 76a), musée historique et commémoratif d’Yevhen Konovalets (village de Zashkiv (en)), « Musée de l’histoire des sciences et de la technologie » dans l’ancien dépôt de tramway de la ville - un monument architectural de la fin du xixe siècle dans la rue Vitovskogo (uk).

## Galerie d'images

### Bâtiments

Bâtiments
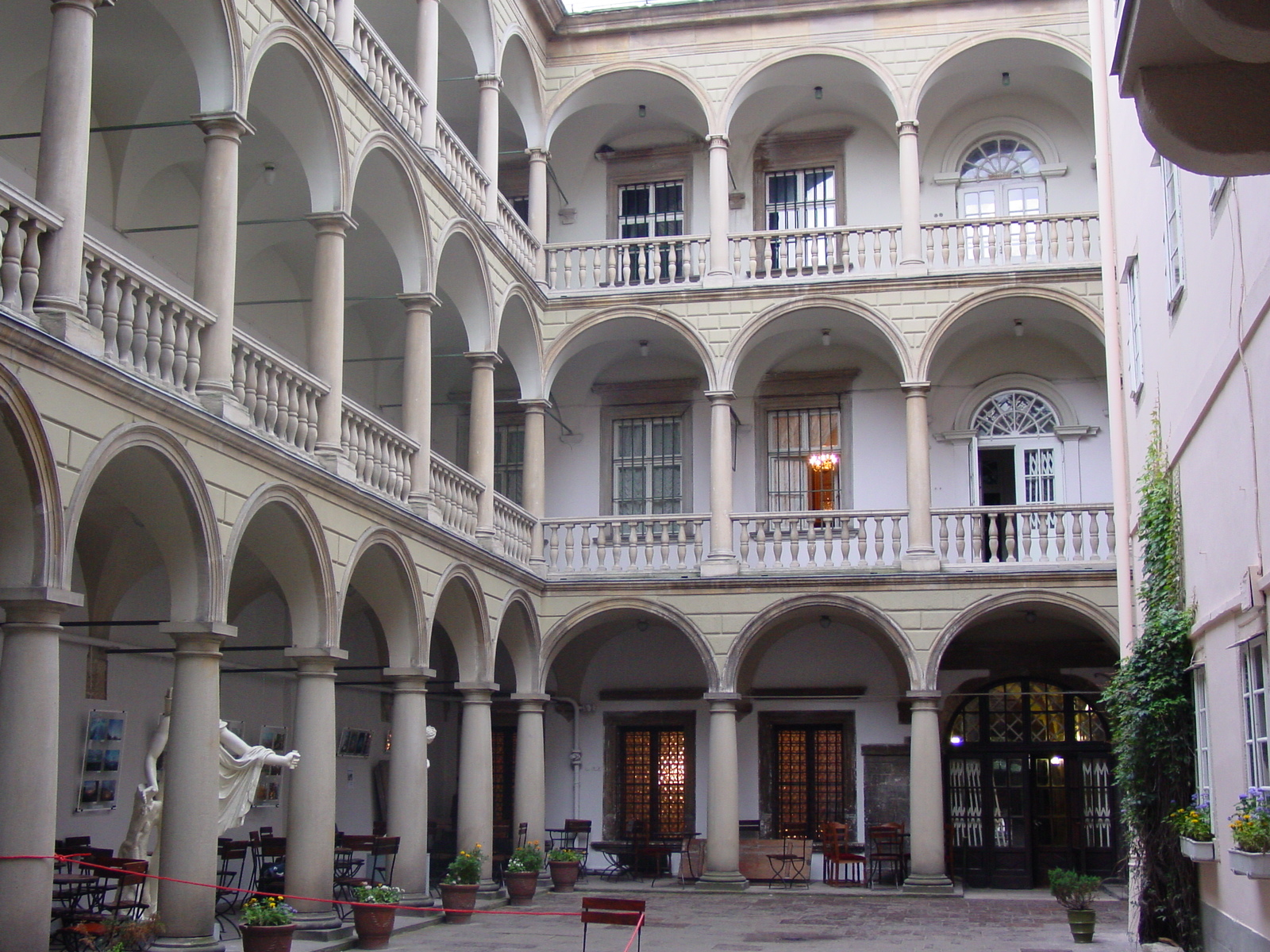
Le palais Korniakt, classé[1].
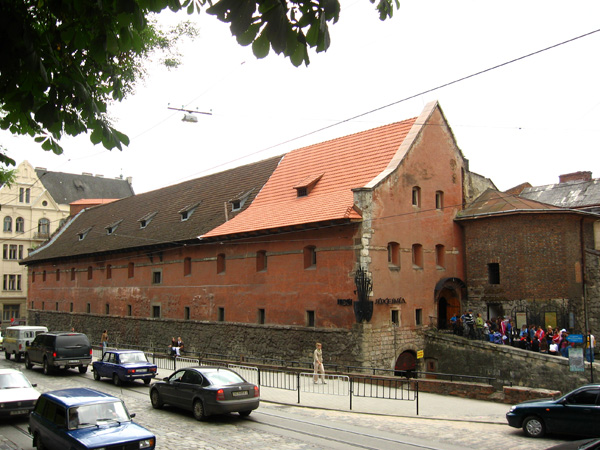
Le musée de l'arsenal, classé[2].
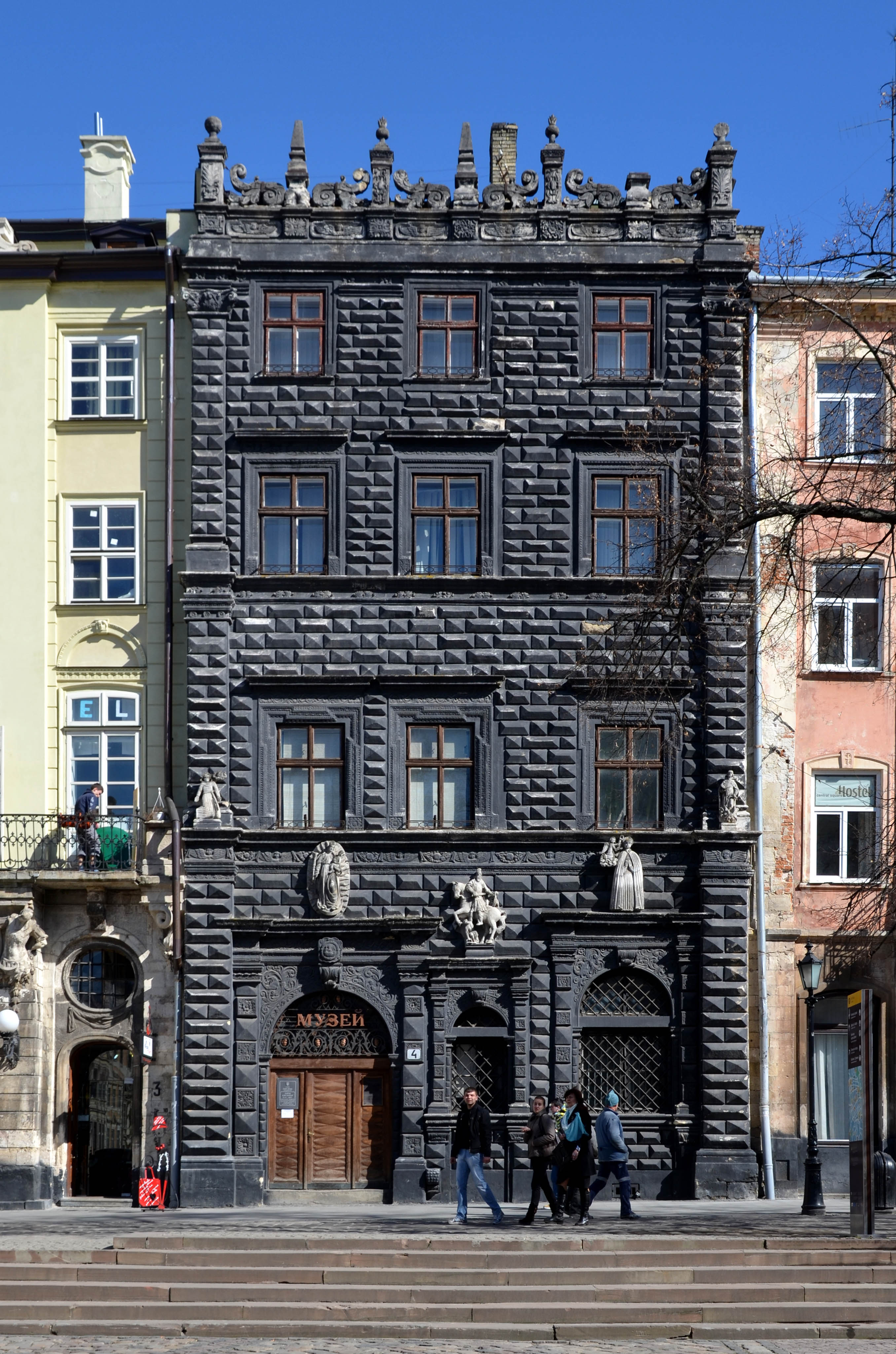
La maison noire, classée[3].
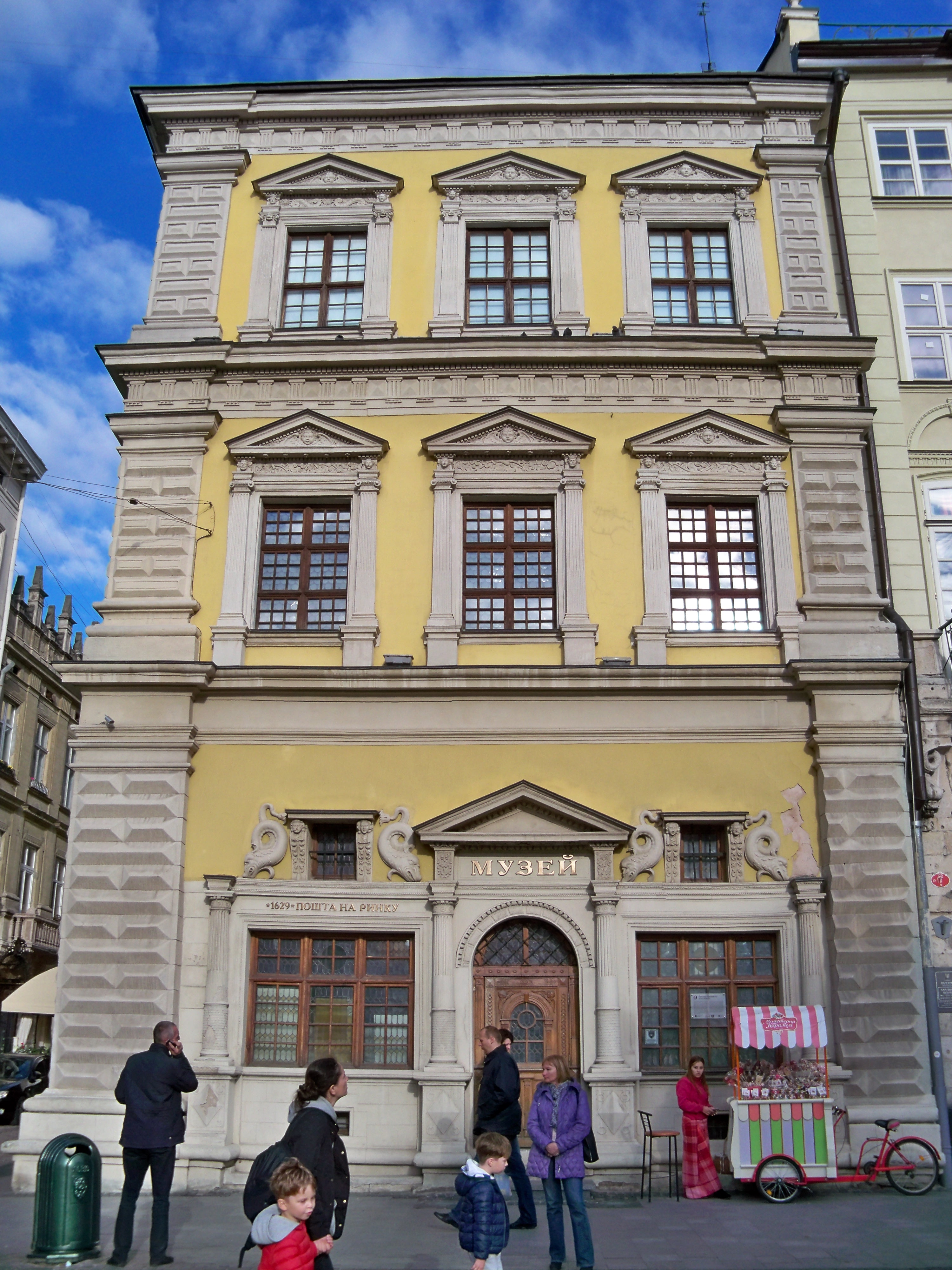
Le palais Bandinelli, classé[4].
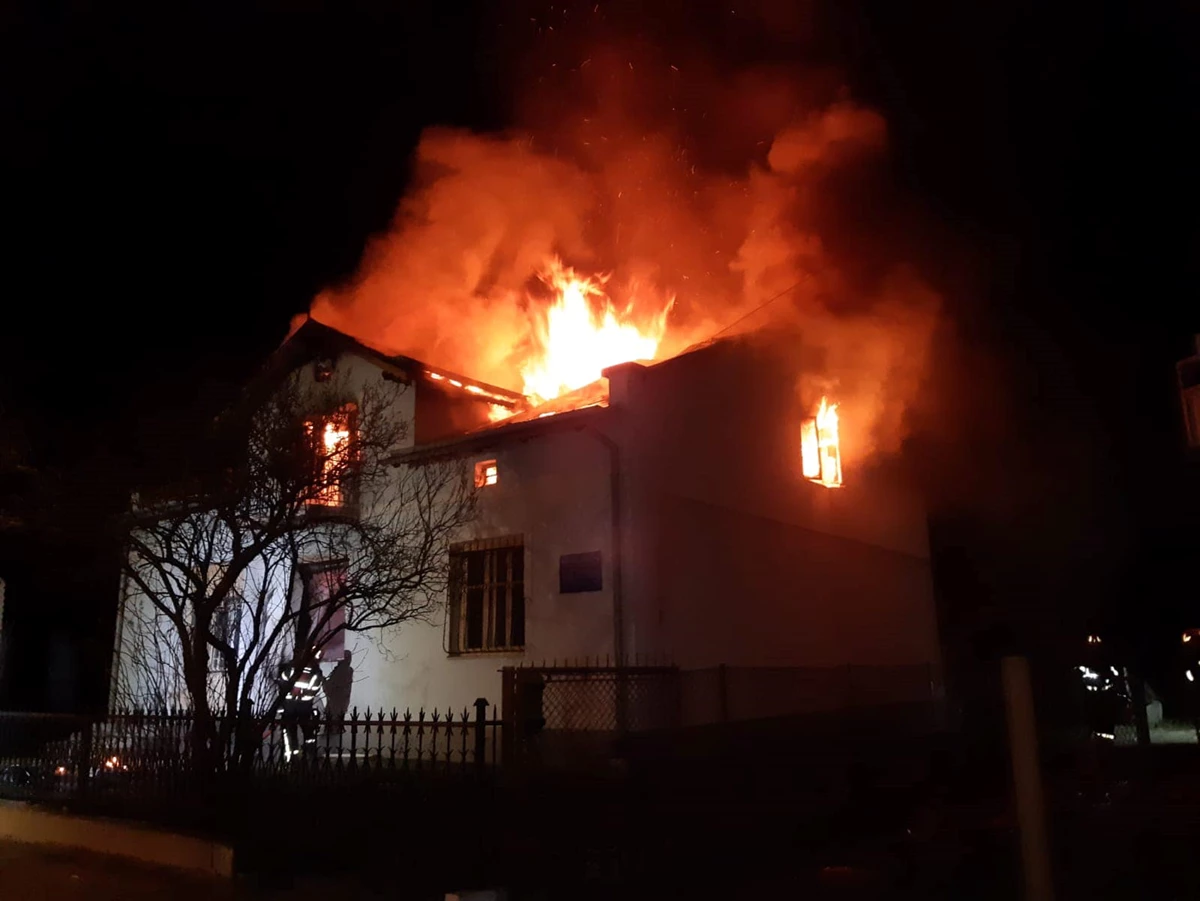
La maison Roman Choukhevytch, classé[5], touchée le 1er janvier 2024.

### Peinture

Peinture
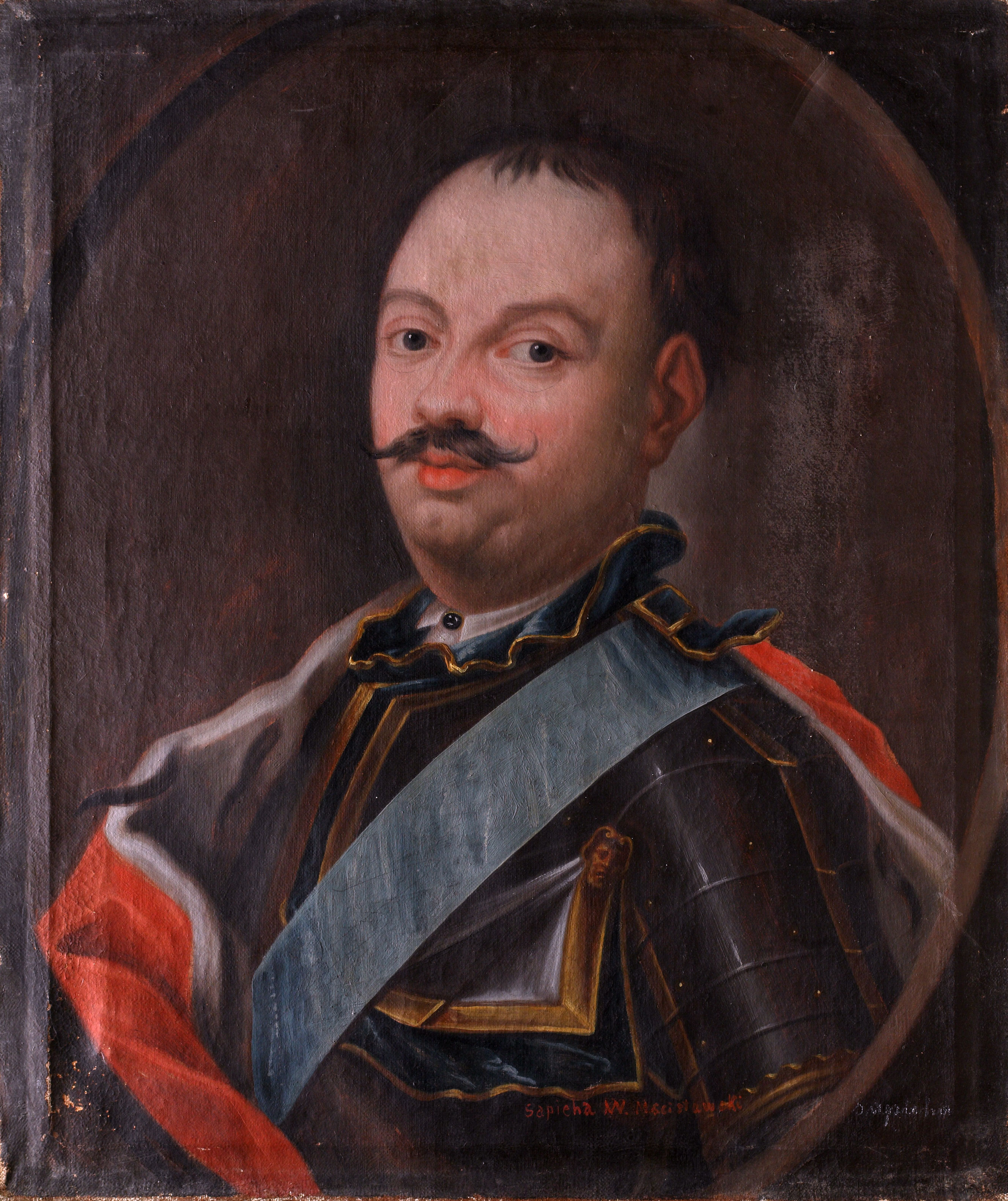
Ihnaci Sapieha.
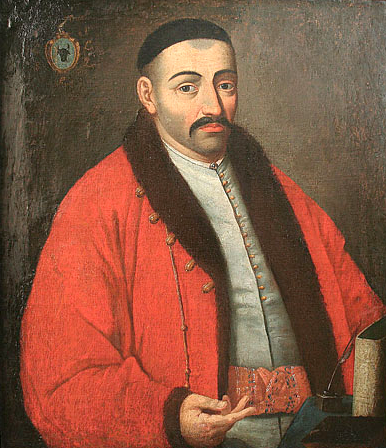
Constantin Korniakt.
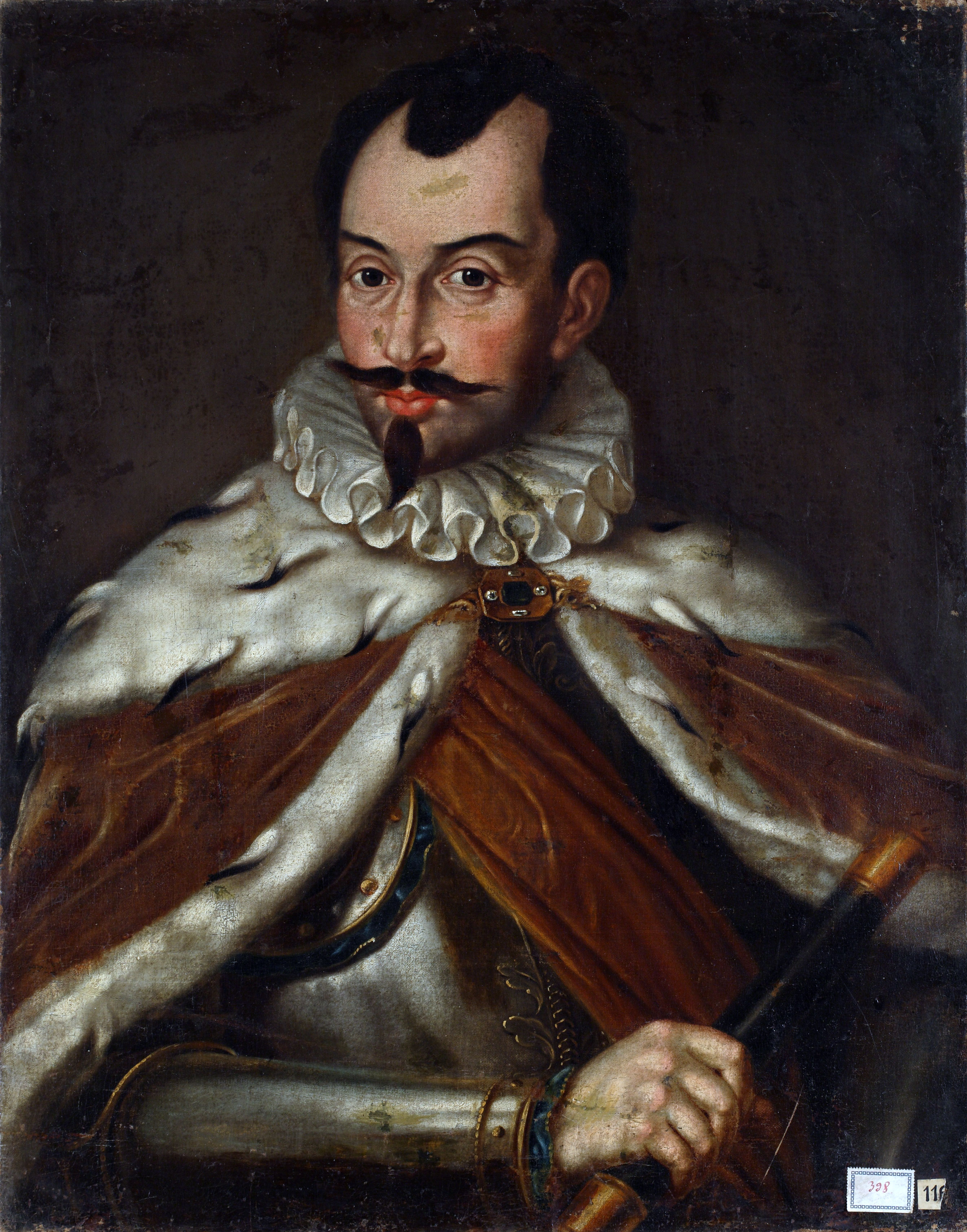
Stanisław Radziwiłł.
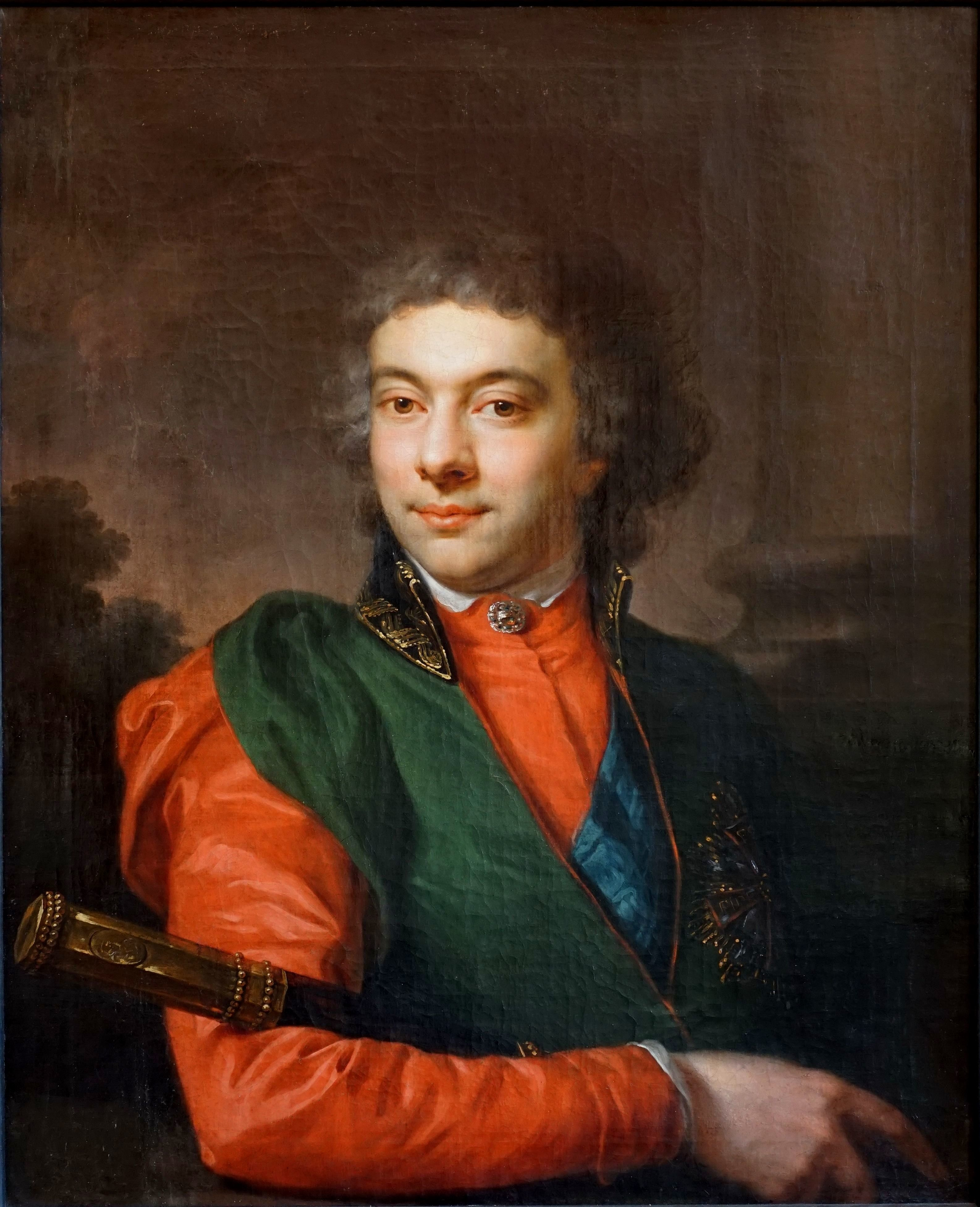
Kazimierz Nestor Sapieha.

### Autres

Collection
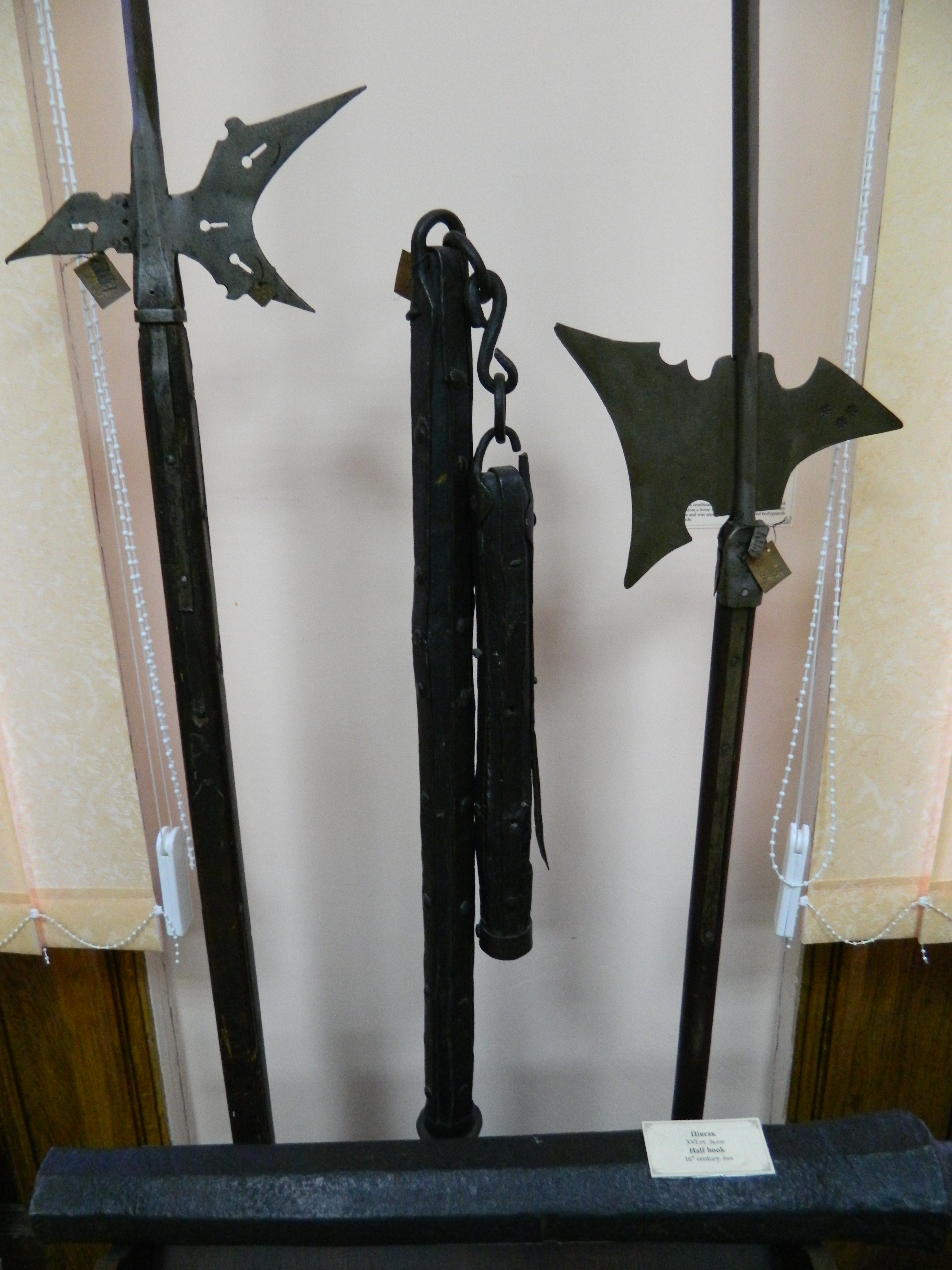
Armes
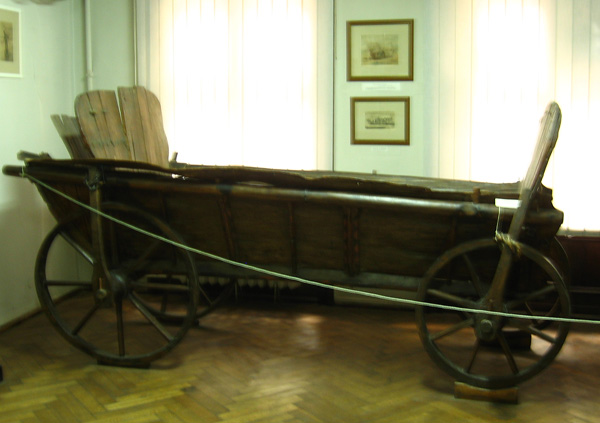
Charriot de tchoumak
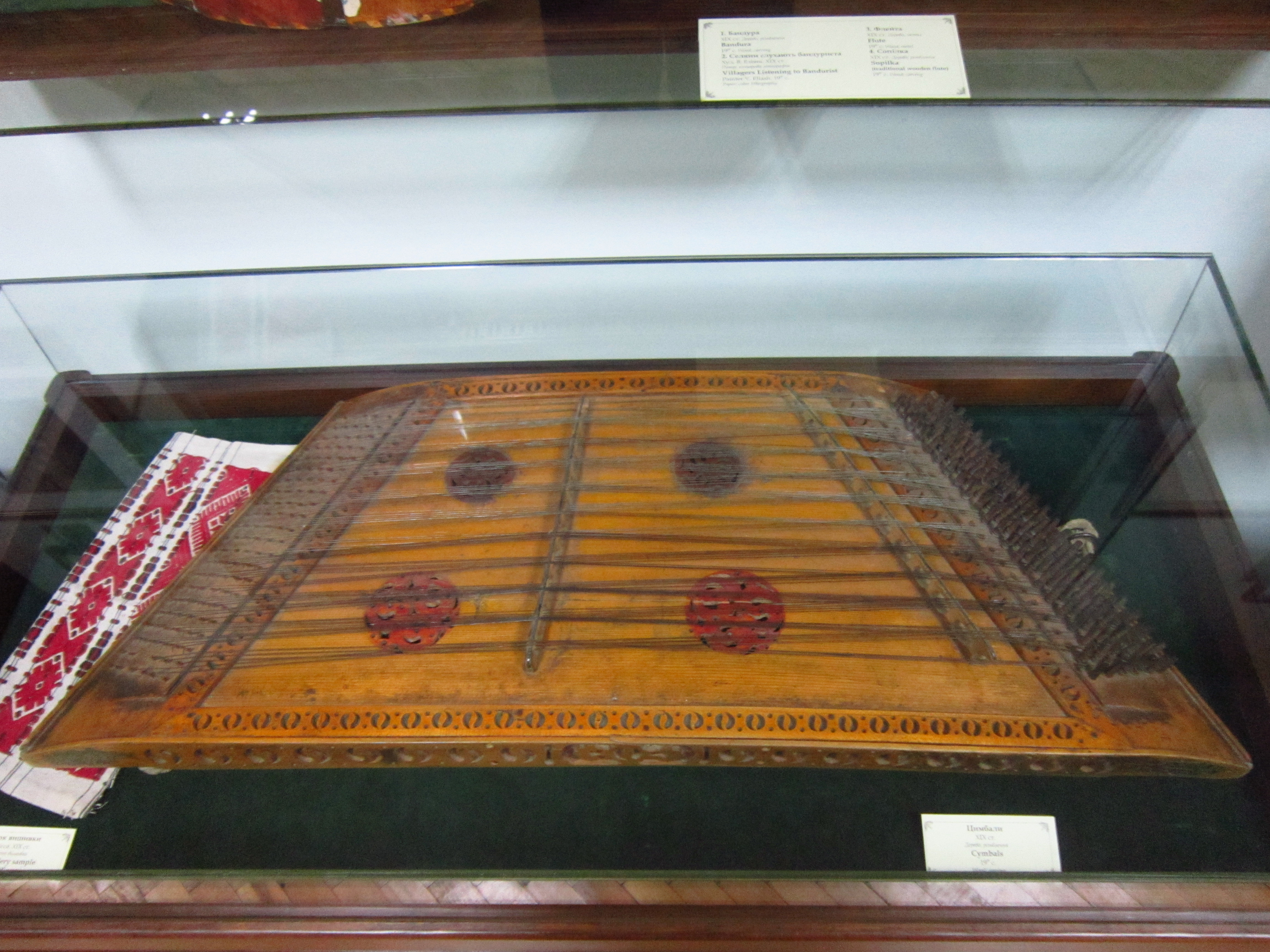
Cymbalum